# 倒卵叶紫麻
倒卵叶紫麻（学名：Oreocnide obovata）为荨麻科紫麻属下的一个种。

## 扩展阅读
- 維基物種上的相關：倒卵叶紫麻